# 6. SS-Panzer-Armee
La 6. SS-Panzerarmee fu un reparto corazzato delle Waffen SS che operò sia sul fronte occidentale, durante l'offensiva delle Ardenne nel 1944, sia sul Fronte orientale, durante l'offensiva del Lago Balaton e l'offensiva di Vienna nel 1945. Questa unità venne costituita nell'aprile 1945 dal cambio di denominazione della 6. Panzerarmee dell'esercito tedesco.

## Comandante
| Grado                                                   | Nome          |
| SS-Oberst-Gruppenführer und Generaloberst der Waffen-SS | Sepp Dietrich |

## Ordine di battaglia
Le formazioni appartenenti al "6. SS-Panzer-Armee" al marzo 1945:
| XXXXIII. Armeekorps:                                                                            |
| 356. Infanteriedivision                                                                         |
| mot. Grenadier-Brigade 92                                                                       |
| Divisionskampfgruppe „Feldherrnhalle“ (in precedenza: Panzergenadier-Division „Feldherrnhalle“) |

| I. Kavalleriekorps:               |
| 3. Kavalleriedivision             |
| 4. Kavalleriedivision             |
| 25. Ungarische Infanteriedivision |

| II. Ungarisches Armeekorps:        |
| 20. Ungarische Infanteriedivision  |
| Ungarische Division „Szent Lászlo“ |

| I. SS-Panzerkorps:                                |
| 1. SS-Panzerdivision „Leibstandarte Adolf Hitler“ |
| 12. SS-Panzerdivision „Hitlerjugend“              |
| 23. Panzerdivision                                |

| II. SS-Panzerkorps:                                    |
| 2. SS-Panzerdivision „Das Reich“                       |
| 9. SS-Panzerdivision „Hohenstaufen“                    |
| 44. Reichsgrenadierdivision „Hoch- und Deutschmeister“ |